# Pinheiro (Maranhão)
Pinheiro is een gemeente in de Braziliaanse deelstaat Maranhão. De gemeente telt 77.182 inwoners (schatting 2009).
De plaats is zetel van het rooms-katholieke bisdom Pinheiro.

## Geboren
- José Sarney (1930), president van Brazilië (1985-1990)